# Acte de contrition
L'Acte de contrition est une prière catholique  exprimant le repentir, la contrition. Le mot "contrition" vient du latin contere (broyer, briser). C'est la douleur spirituelle du cœur qui déteste ses péchés personnels et les regrette.

## Acte de contrition
L'acte de contrition est une prière de dévotion catholique : 

« Mon Dieu, j'ai un très grand regret de Vous avoir offensé, parce-que Vous êtes infiniment bon, infiniment aimable et que le péché Vous déplaît. Je prends la ferme résolution, avec le secours de Votre sainte grâce, de ne plus Vous offenser et de faire pénitence. »

Selon le site du Vatican (2020) :

« Mon Dieu, j'ai un très grand regret de Vous avoir offensé parce que Vous êtes infiniment bon, infiniment aimable
 et que le péché Vous déplaît. Je prends la ferme résolution, avec le secours de Votre sainte grâce, de ne plus Vous offenser et de faire pénitence. »

Autres versions :
- Mon Dieu, j'ai un très grand regret de Vous avoir offensé, parce-que Vous êtes infiniment bon, infiniment aimable et que le péché Vous déplaît. Je prends la résolution, avec le secours de Votre sainte grâce, de me corriger à l'avenir et de faire pénitence. Amen.
- Père, Dieu de tendresse et de miséricorde, j'ai péché contre Toi et mes frères. Je ne suis pas digne d'être appelé Ton enfant, mais près de Toi se trouve le pardon. Accueille mon repentir. Que Ton Esprit me donne la force de vivre selon Ton amour, en imitant Celui qui est mort pour nos péchés, Ton Fils, Jésus-Christ, notre Seigneur. Amen.
- Mon Dieu, je regrette de tout mon cœur tous mes péchés, pas seulement à cause des justes punitions que je mérite, mais surtout parce-que je T'ai insulté, le plus grand bien qui mérite d'être aimé par-dessus tout. Par conséquent, je m'engage fermement, avec l'aide de Ta grâce, à ne plus pécher et à éviter les occasions de pécher. Amen[3].

Traditionnel :
Me voici, Seigneur, tout couvert de confusion et pénétré de douleur à la vue de mes fautes ; je viens les détester devant Vous, avec un vrai déplaisir d'avoir offensé un Dieu si bon, si aimable et si digne d'être aimé.

Était-ce donc là, ô mon Dieu, ce que Vous deviez attendre de ma reconnaissance, après m'avoir aimé jusqu'à répandre Votre sang pour moi ? Oui, Seigneur, j'ai poussé trop loin ma malice et mon ingratitude.

Je Vous en demande très humblement pardon et je Vous conjure, ô mon Dieu, par cette même bonté dont j'ai ressenti tant de fois les effets, de m'accorder la grâce d'en faire, dès aujourd'hui et jusqu'à la mort, une sincère pénitence. Amen.

L'acte de contrition est souvent récité au début de la prière du soir en prière privée, et de la liturgie du sacrement de pénitence et de réconciliation (confession).

## Contrition
Le mot "contrition" vient du latin contere (broyer, briser). C'est la douleur spirituelle du cœur qui déteste ses péchés personnels et les regrette.
Dans la religion catholique, selon la théologie thomiste, la contrition est « une douleur voulue de nos péchés jointe à la résolution de nous confesser et de donner satisfaction. » Celle-ci implique « une double douleur, une douleur de raison qui est la détestation du péché qu’on a commis, et une douleur de sensibilité qui est la conséquence de la première. »

Saint Thomas précise : « Le pénitent ne peut jamais être certain que sa contrition soit suffisante pour la rémission de la faute et de la peine et, par conséquent, il est tenu de se confesser et de satisfaire. Il y est d’autant plus tenu que la contrition n’est pas vraie si elle n’inclut pas la résolution de se confesser, résolution qui doit aboutir à une confession effective, à raison aussi du précepte obligeant à la confession. »

La théologie distingue :
- L'« attrition » ou « contrition imparfaite », qui « marque une étape vers la contrition parfaite[8]. » En effet, « l’amour de Dieu peut être si faible qu’il n’y en ait pas assez pour constituer le véritable amour de charité[9]. » Cependant, « …toute contrition est vivifiée par la grâce sanctifiante. Si petite qu’elle soit, elle efface donc toute faute[10]. » De plus, comme l'explique l'abbé Alexis Piraux, l'attrition est "le regret des péchés qui, fondé sur la vertu théologale de foi, provient de la crainte servile. Cette crainte est celle d’être séparé de Dieu, en tant qu’il doit être notre bien (dans la béatitude du Ciel), ou encore la crainte du châtiment encouru pour nos péchés." Il complète ses propos en déclarant que "L’attrition est insuffisante en soi pour obtenir le pardon des péchés, car il faut la charité pour nous tourner à nouveau vers Dieu. Mais par la force du sacrement de Pénitence, l’attrition suffit pour obtenir le pardon des péchés : l’attrition est en quelque sorte « transformée » en contrition."[1]
- La contrition proprement dite ou « contrition parfaite », qui a un double effet : « 1° du côté de la charité qui cause ce déplaisir, et cet acte de charité peut avoir une telle intensité que la contrition qui en est la conséquence, mérite non seulement le pardon de la faute, mais aussi la libération de toute peine ; 2° du côté de la douleur sensible qu’excite la volonté dans la contrition, et cette douleur étant elle-même une peine, elle peut être si grande qu’elle suffise à effacer à la fois la faute et sa dette de peine[11]. » D'autre part, le théologien allemand Heinrich Denzinger affirme que : « Le saint concile enseigne en outre que, même s’il arrive parfois que cette contrition soit rendue parfaite par la charité et réconcilie l’homme avec Dieu avant que ce sacrement ne soit effectivement reçu, il ne faut néanmoins pas attribuer cette réconciliation à cette seule contrition sans le désir du sacrement, désir qui est inclus en elle ». L'abbé Alexis Piraux ajoute : "Quelqu’un qui ferait un acte de contrition parfaite doit toujours aller se confesser dès que possible."[1]

Ou, comme la définit le Concile de Trente, la contrition "est une douleur de l'âme et une détestation du péché commis, avec le propos de ne pas pécher à l'avenir." Le propos est la résolution actuelle (au moment du sacrement de la Pénitence) de ne plus vouloir retomber dans le péché. Ce ferme propos de ne plus pécher à l’avenir est nécessaire pour le sacrement : quelqu’un qui ne serait pas décidé de cesser tel ou tel péché n’obtiendrait pas le pardon. Car si Dieu veut pardonner au pécheur, il veut aussi qu’il se convertisse et ne pèche plus. Comme nous le dit l’Écriture : « Prendrai-je plaisir à la mort du méchant – oracle du Seigneur Yahweh ? N’est-ce pas plutôt à ce qu’il se détourne de ses voies et qu’il vive ? » (Livre d'Ézéchiel 18:23) ; ou encore, ce que dit Notre-Seigneur à la femme adultère : « Je ne vous condamne pas non plus. Allez, et ne péchez plus » (Évangile selon Jean 8:11)
La contrition est une détestation du péché, c’est-à-dire qu’il doit être reconnu pour ce qu’il est : un mal. Quelqu’un qui ne détesterait pas son péché, mais qui y resterait attaché, n’obtiendrait pas le pardon.